# Esconnets
Esconnets es una comuna francesa del departamento de Altos Pirineos, en la región de Occitania.

## Demografía
| 72 | 73 | 59 | 54 | 42 | 28 | 33 |
| Para los censos de 1962 a 1999 la población legal corresponde a la población sin duplicidades (Fuente: INSEE [Consultar]) |    |    |    |    |    |    |